# Rod Grams

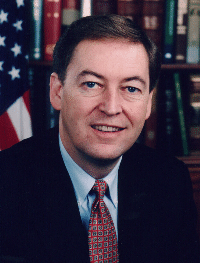
Rod Grams

Rodney Dwight Grams (* 4. Februar 1948 in Princeton, Minnesota; † 8. Oktober 2013 in Crown, Isanti County, Minnesota) war ein US-amerikanischer Politiker der Republikanischen Partei sowie Fernsehmoderator und Fernsehproduzent. Er vertrat den Bundesstaat Minnesota in beiden Kammern des Kongresses.

## Leben

### Werdegang
Grams absolvierte nach dem Besuch der Pflichtschule von 1966 bis 1968 das Brown College, danach, in der Zeit von 1970 bis 1972 das Anoka-Ramsey Community College und zuletzt, von 1974 bis 1975 das Carroll College in Wisconsin.
Grams’ Karriere begann als Moderator beim Fernsehen, zunächst bei KFBB-TV in Great Falls (Montana). Ferner arbeitete er bei WSAU-TV in Wausau (Wisconsin) und bei WIFR-TV in Rockford (Illinois). 1982 wurde er zum Chefredakteur von KMSP-TV in Minneapolis (Minnesota) ernannt; bis 1991 blieb er in dieser Funktion tätig.
Parallel zu seiner Tätigkeit beim Fernsehen zeichnete sich Grams auch als Unternehmer aus, der 1985 Sun Ridge Builders gründete, ein im Raum Minneapolis/St. Paul tätiges Bauunternehmen, dem er als CEO vorstand.

### Politische Karriere
1992 kandidierte Grams, der Mitglied der Republikanischen Partei ist, mit Erfolg für einen Sitz im US-Repräsentantenhaus und amtierte vom 3. Januar 1993 bis zum 3. Januar 1995. 1994 folgten dann seine Wahl zum US-Senator und eine sechsjährige Amtszeit vom 3. Januar 1995 bis 3. Januar 2001.
Am Ende seiner Amtszeit war Grams in einen politischen Skandal verwickelt, als seine Stabsmitarbeiterin Christine Erikstrup-Gunhus bei den Senatswahlen 2000 E-Mails an 150 demokratische Parteifunktionäre verschickte, in denen sie den demokratischen Kandidaten Mike Ciresi als „Anti-Unionisten“ und „Umweltzerstörer“ diffamierte. Die Mails wurden unter dem Namen Katie Stevens versandt. Als eine reale Katie Stevens ausgeforscht werden konnte, wusste diese nichts von den von ihr versandten Mails. Bei den Ermittlungen des Sheriffs von Anoka County stieß man schließlich auf Christine Erikstrup-Gunhus und zwei weitere Mitarbeiter von Rod Grams. Ciresi zog sich aus dem Wahlkampf zurück. Erikstrup-Gunhus wurde daraufhin im Juni 2001 angeklagt und zu einer nicht näher bekannten Geldstrafe verurteilt.

### Spätes Leben
Es war keine Überraschung, dass Grams im Jahr 2000 bei den Senatswahlen seinem demokratischen Herausforderer Mark Dayton (43 %:49 %) unterlag. Später ließ er sich von seiner ersten Frau Lolly scheiden und heiratete Christine Erikstrup-Gunhus. 2004 erwarb Grams, der wieder als Unternehmer tätig war, drei Radiostationen in Little Falls (Minnesota).
2006 kandidierte Grams erneut für einen Sitz im Repräsentantenhaus, was jedoch nicht von Erfolg gekrönt war, da Grams 34 %, sein demokratischer Gegenkandidat Jim Oberstar 64 % der Stimmen seines Wahlkreises bekam.